# Beständeübersicht
Eine Beständeübersicht ist ein Findmittel im Archivwesen. Sie gibt eine Übersicht über alle Bestände in einem Archiv inklusive weitergehender Beschreibungen der einzelnen Bestände. Das im Archiv aufbewahrte Archivgut wird einzelnen Beständen zugeordnet.

## Zweck

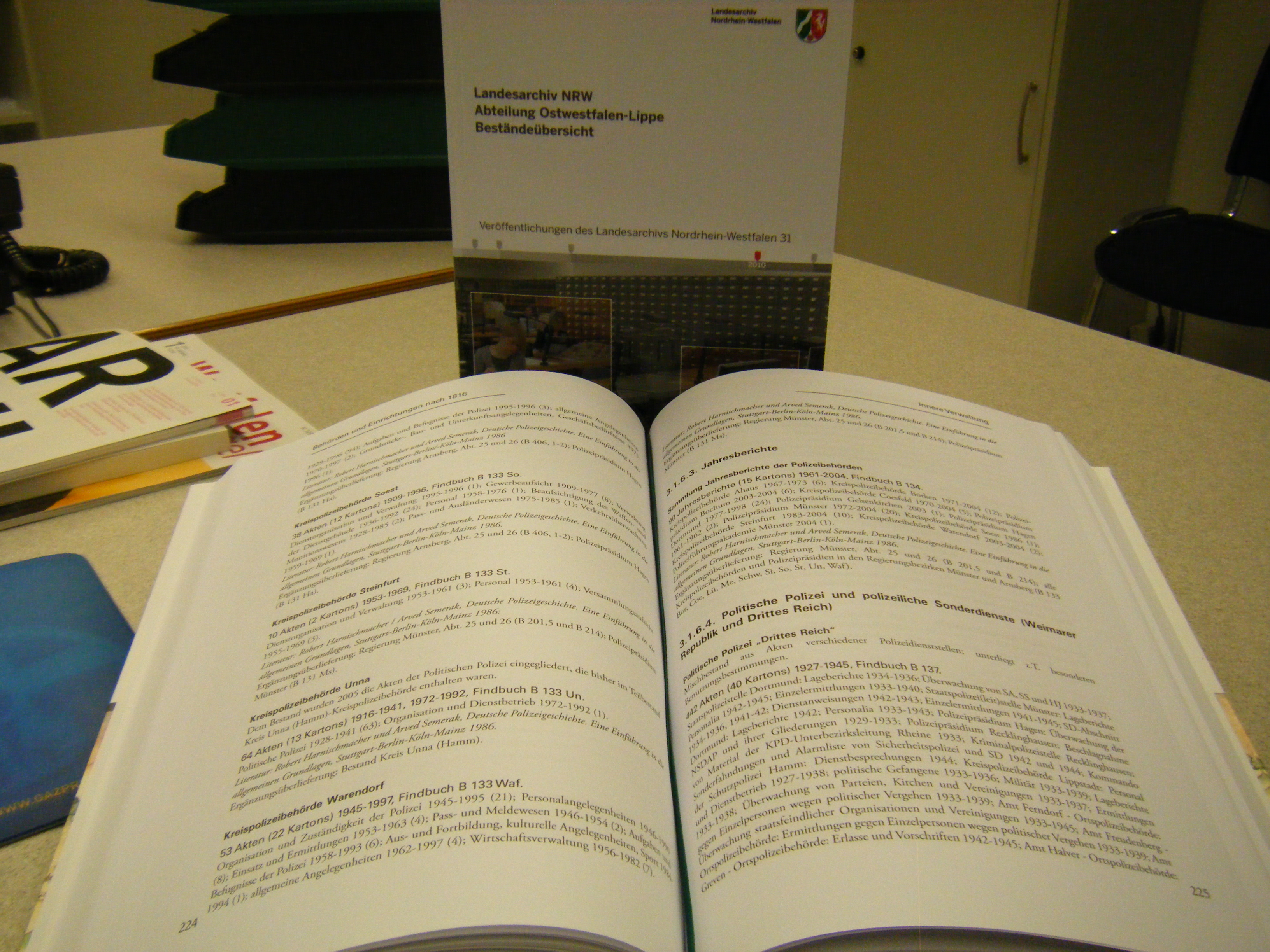
Zwei Beispiele für gedruckte Beständeübersichten

Die Beständeübersicht gibt dem Benutzer vor und während der Archivbenutzung einen Überblick über die in einem oder mehreren Archiven vorhandenen Bestände. Je nach Intensität der aufgeführten Informationen erhält der Benutzer eine, unter Umständen sehr  ausführliche, Einführung in die einzelnen Bestände und deren Inhalt. 
Beständeübersichten können sowohl in gedruckter als auch in elektronischer Form vorliegen und werden immer häufiger auf Archivportalen wie archive.nrw bereitgestellt, wodurch sie ein elementarer Bestandteil der Online-Präsentation eines Archivs sind.

## Abgrenzung zu anderen Findmitteln

### Repertorium (Findbuch)
In einer Beständeübersicht erhält der Benutzer lediglich einen Überblick über einen oder mehrere Bestände eines Archivs, ohne dass dabei näher auf einzelne Verzeichnungseinheiten oder Klassifikationen eingegangen wird. 
Im Gegensatz dazu werden in einem Repertorium die Verzeichnungseinheiten eines einzelnen Bestandes unter Angabe von u. a. Inhalt, Laufzeit und Enthält-Vermerk näher beschrieben. 
Die Beständeübersicht führt den Benutzer also zu den einzelnen Beständen und somit zu den dazugehörigen Repertorien.

### Inventar
Es gibt verschiedene Formen von Inventaren:
- In einem analytischen Inventar werden Bestände von besonders hoher Bedeutung ausführlich beschrieben. Im Gegensatz zur Beständeübersicht sind hier nicht nur die Gliederung des Bestands, sondern auch Beschreibungen zu einzelnen wichtigen Verzeichnungseinheiten oder sogar Schriftstücken enthalten. Da analytische Inventare sehr arbeitsintensiv sind, werden sie nur in Ausnahmen für herausragende Bestände angefertigt.

- Das Gesamtinventar ist ein ausführlicheres Findmittel des Gesamtbestandes in einem größeren Archiv.

- In Spezialinventaren wird eine Auswahl an Archivalien zu einem bestimmten Thema beständeübergreifend zusammengefasst. Spezialinventare bieten sich aufgrund ihrer Arbeitsintensität nur für besonders wichtige und nachgefragte Themenkomplexe an.

### Beständeliste
Da es sich gerade für kleinere Archive häufig schwierig gestaltet, umfangreiche Beständeübersichten herauszugeben, gibt es als Alternative die Beständeliste.
In ihr werden alle im Archiv vorhandenen Bestände entsprechend der Archivtektonik aufgelistet und unter Umständen durch Angaben wie Laufzeit und Umfang ergänzt.

## Mögliche Gliederungspunkte einer Beständeübersicht
| Gliederungspunkt                                            | Erläuterung |
| ----------------------------------------------------------- | --- |
| 1. Geschichte des Archivs, Entwicklung seiner Zuständigkeit | Der Benutzer erfährt unter diesem Punkt, warum das Archiv die entsprechenden Unterlagen verwahrt und woraus sich die Zuständigkeit zur Verwahrung ergibt. |
| 2. Hinweis auf die Benutzungsordnung                        | Von jedem Benutzer ist vor der Archivbenutzung der Benutzungsordnung zuzustimmen. In ihr sind grundsätzliche Voraussetzungen einer Archivbenutzung wie die Art der Benutzung, die Grundlagen der Nutzung verschiedenen Archivguts oder die Kosten für Reproduktionen geregelt.                                                                           |
| 3. Hinweise auf gesetzliche Grundlagen                      | Jedes Bundesland sowie der Bund in Deutschland haben eigene Archivgesetze, in dem rechtliche Grundlagen einer Benutzung (z. B. Schutzfristen von Archivgut) geregelt sind. Zusätzlich wird hier auf weitere gesetzliche Grundlagen verwiesen (z. B. Urheberrecht bei Fotos).                                                                             |
| 4. Veröffentlichungen des Archivs/über das Archiv           | Hier werden Publikationen, die auf einzelnen oder mehreren Archivbeständen oder einzelnen Archivalen basieren, aufgeführt. Diese können vom Archiv selbst, aber auch von Forschern nach der Archivbenutzung veröffentlicht worden sein und dem Benutzer bei der eigenen Recherche behilflich sein.                                                       |
| 5. Detaillierte Angaben zu den einzelnen Beständen          | Hierzu zählen die Einführung in die Geschichte des Archivträgers, die Entwicklung des Bestandes, stichwortartige Angaben zum Inhalt der einzelnen Bestände, der Umfang und die Laufzeit des Bestandes, Literaturangaben, Hinweise auf ergänzende Bestände im eigenen oder in fremden Archiven, sowie den Bearbeitungsstand und evtl. Findbuchsignaturen. |
| 6. Technische Ausstattung des Archivs                       | Der Benutzer wird hier über technische Geräte des Archivs informiert, die bei der Benutzung helfen (z. B. Benutzer-PC, Kopierer, Microfichelesegerät). |
| 7. Benutzungs- und Arbeitsmöglichkeiten                     | Angaben über Adresse und Öffnungszeiten des Archivs, vorherige Anmeldung oder Größe und Ausstattung des Lesesaals. |
| 8. Unterbringung der Archivalien                            | Lagern die Archivalien in einem Magazin außerhalb des Gebäudes, in dem die Benutzung stattfindet, gibt es unter Umständen Wartefristen bei der Bereitstellung zur Benutzung. |
| 9. Indices                                                  | Während der archivischen Verzeichnung können in der Archivsoftware z. B. einzelne Personen, Orte oder Sachverhalte indiziert werden, aus denen anschließend zur Erleichterung der Recherche ein oder mehrere Indices generiert werden. |